# Alhard Freiherr von der Borch
Alhard Freiherr von der Borch (10 de fevereiro de 1916 – 2 de novembro de 1975) foi um oficial alemão que serviu durante a Segunda Guerra Mundial. Foi condecorado com a Cruz de Cavaleiro da Cruz de Ferro.

## Condecorações
| Cruz de Ferro 2ª Classe                                 |
| Cruz de Ferro 1ª Classe                                 |
| Cruz de Cavaleiro da Cruz de Ferro 19 de agosto de 1944 |